# سوسک کک غربی سیب‌زمینی
سوسک کک غربی سیب‌زمینی با (نام علمی: Epitrix subcrinita)، گونه‌ای از سوسک کک می‌باشد و جزو راسته قاب‌بالان و خانواده سوسک برگ است.